# In the Land of Women
In the Land of Women is een film uit 2007 onder regie van Jon Kasdan.

## Verhaal
Wanneer scenarioschrijver Carter Webb (Adam Brody) wordt gedumpt door zijn vriendin Sofia Buñuel (Elena Anaya) stort zijn wereld in. Wanneer hij thuiskomt, vertelt zijn moeder Agnes (JoBeth Williams) hem dat zijn oma Phylis (Olympia Dukakis) flink in de war is en dat zij naar haar toe gaat om haar in Michigan in de gaten te houden. Webb ziet in een verblijf op het platteland een kans om even alles van zijn dagelijkse leven van zich af te zetten en gaat in plaats van zijn moeder.
Onderwijl dat Webb voor zijn grootmoeder kookt en schoonmaakt, bouwt hij langzaam maar zeker een band op met nog drie generaties vrouwen bij de buren. Buurvrouw Sarah Hardwicke (Meg Ryan) heeft zojuist te horen gekregen dat ze borstkanker heeft en is ervan overtuigd dat haar echtgenoot Nelson (Clark Gregg) vreemdgaat. Haar puberende dochter Lucy (Kristen Stewart) denkt dat haar moeder koud en emotieloos is en weet zich nog geen raad met jongens. Haar jonge zusje Paige (Makenzie Vega) is wijs voor haar leeftijd en is vanaf het eerste moment zwaar onder de indruk van Webb.
Gedurende zijn verblijf bij zijn oma zoeken Sarah, Lucy en in haar kielzog Paige Webb steeds op wanneer ze ergens over willen praten of raad nodig hebben. Hij blijkt een gewillige gesprekspartner en merkt dat hij uit hun pogingen hun leven te leiden zelf ook wijzer wordt over hoe het met hem verder moet post-Buñuel.

## Rolverdeling
| Acteur           | Personage           |
| ---------------- | ------------------- |
| Adam Brody       | Carter Webb         |
| Kristen Stewart  | Lucy Hardwicke      |
| Makenzie Vega    | Paige Hardwicke     |
| Meg Ryan         | Sarah Hardwicke     |
| Olympia Dukakis  | Carters grootmoeder |
| Dustin Milligan  | Eric Watts          |
| Graham Wardle    | Gabe Foley          |
| Ginnifer Goodwin | Janey               |